# 神谷古暦
神谷 古暦（かみや これき、生没年不詳）は、江戸時代中期の家相家である。江戸時代の写本には、「神谷正晴」または「神谷古暦入道正晴」と記されることもある。摂津高槻藩の藩士であったが、明和年間（1764-1771年）から安永年間（1772-1780年）頃に、易学に基づいた、家相法を提唱し、一派を築き、後年の家相家に大きな影響を与えた。

## 神谷古暦の家相法の継承
神谷古暦の門下の平岡米山は、弟子の浅井金蘭に家相法を伝え、浅井は大田錦城に家相法を伝えた。さらに、大田は荒井尭民と海保漁村に家相法を伝授した。
また、『奥免許天眼流深秘伝』には、この秘伝書が神谷古暦から水野南北に伝えられたものであると記されている。

## 著書
1. 『家相観地録』（7巻）、天明の頃。
2. 『米学家相秘抄』（1巻）。
3. 『古暦全書』（9部12巻）、寛政の頃。
4. 『家相玄機略義』（3巻）。
5. 『家相秘録四神巻』（5巻）。
6. 『家相風水玄機録』（2巻）。
7. 『奥免許天眼流深秘伝』（9巻）。
8. 『天眼流家相深秘虎之巻』（1巻）。

※1～6の巻数（部数）は『家相新編』を参考にした。